# Coeriana ursipes
Coeriana ursipes är en fjärilsart som beskrevs av Jacob Hübner 1823. Coeriana ursipes ingår i släktet Coeriana och familjen nattflyn. Inga underarter finns listade i Catalogue of Life.